# Ichihara

Ichihara (市原市 Ichihara-shi) é uma cidade japonesa localizada na prefeitura de Chiba.
Em 2003 a cidade tinha uma população estimada em 279 426 habitantes e uma densidade populacional de  758,90h/km². Tem uma área total de 368,20 km².
Recebeu o estatuto de cidade a 1 de maio de 1963.

## Cidade-irmã
- Mobile, EUA